# InHg
L'abbreviazione inHg, che significa pollici di mercurio (dall'inglese inches, pollici), è un'unità di misura della pressione non appartenente al Sistema internazionale, ma ancora talvolta utilizzata dall'aviazione negli Stati Uniti per misurare la pressione atmosferica nelle previsioni meteorologiche.
Un pollice di mercurio è la pressione esercitata da una colonna di mercurio alta 1 pollice alla temperatura di 0 °C in gravità standard.
1 inHg = 25,4 mmHg = 3,386 kPa.